# Zhang Shuai (tennisster)
Dit is een Chinese naam; de familienaam is Zhang.

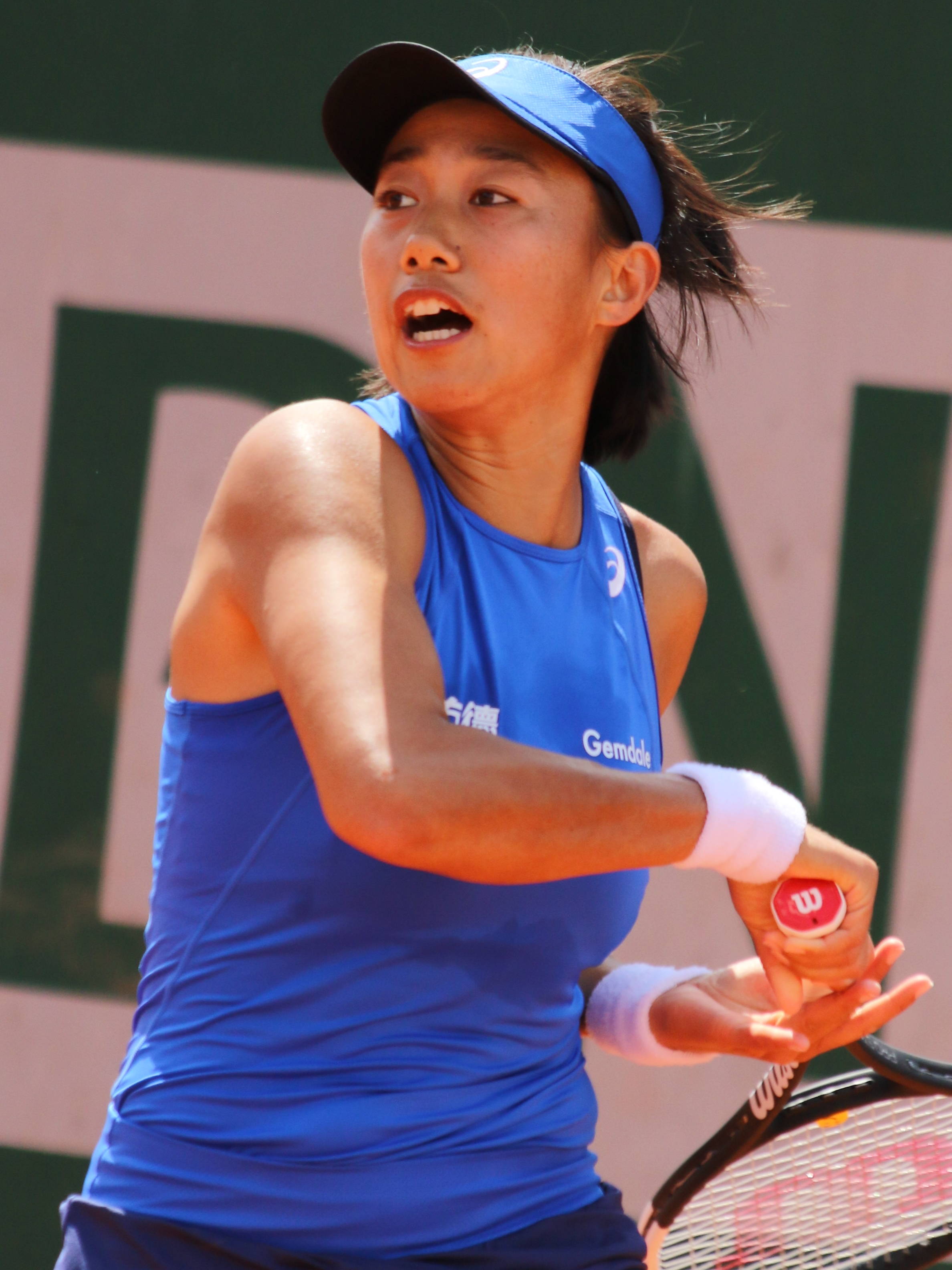
Roland Garros 2019

Zhang Shuai (Tianjin, 21 januari 1989) is een tennisspeelster uit China. Zij begon op zesjarige leeftijd met tennis. Haar favoriete ondergrond is hardcourt. Zij speelt rechtshandig en heeft een tweehandige backhand. Zij is actief in het internationale tennis sinds 2003.

## Loopbaan
In november 2003 nam zij deel aan haar eerste toernooi in het ITF-circuit. In dit ITF-circuit is zij redelijk succesvol, maar op de WTA-tour lieten de resultaten een tiental jaren op zich wachten.
WTA-resultaten behaalde zij in het dubbelspel sinds 2011 (winst in Osaka met Kimiko Date-Krumm), twee titels in 2012 (Estoril en Guangzhou), een kwartfinaleplaats op het US Open 2012, en in 2013 een overwinning op het challenger-toernooi van Ningbo.
In het enkelspel behaalde zij haar eerste WTA-resultaten in september 2013 in China: zij won het toernooi van Guangzhou, bereikte de week erna de finale op het challenger-toernooi van Ningbo, om haar tennisseizoen te besluiten met een tweede titel: op het challenger-toernooi van Nanjing.
In 2014 volgde een dubbelspelzege in Pattaya.
Op het Australian Open 2016 geraakte Zhang in het enkelspel voor het eerst voorbij de eerste ronde van een grandslamtoernooi. Na het succesvol afronden van het kwalificatietoernooi schakelde zij in de eerste ronde van het hoofdtoernooi de als tweede geplaatste Roemeense Simona Halep uit, en stootte vervolgens door naar de kwartfinale – daar was de ongeplaatste Britse Johanna Konta te sterk voor haar. Op het laatste toernooi van dat jaar, het WTA-toernooi van Hawaï waar zij het eerste reekshoofd was, bereikte zij nogmaals een enkelspelfinale – daar moest zij de duimen leggen voor de Amerikaanse Catherine Bellis.
In 2017 bereikte Zhang voor het eerst een WTA-finale op Premier-niveau: op het dubbelspel van het toernooi van Birmingham, samen met de Taiwanese Chan Hao-ching – zij moesten het afleggen tegen het Australische koppel Ashleigh Barty en Casey Dellacqua. Later dat jaar won Zhang haar derde enkelspeltitel, op het toernooi van Guangzhou en de vierde op Hawaï. Samen met landgenote Lu Jingjing mocht zij meedoen aan het B-niveau van de eindejaarskampioenschappen – zij bereikten de finale, maar moesten daar hun meerdere erkennen in een ander Chinees koppel: Duan Yingying en Han Xinyun.
In 2019 won zij een grandslamtitel, op het dubbelspel van het Australian Open, samen met de Australische Samantha Stosur. In mei van dat jaar kwam zij binnen in de top tien van de wereldranglijst in het dubbelspel.
In 2021 won Zhang met dezelfde partner een tweede grandslamtitel, op het US Open.
Na het bereiken van de finale van Wimbledon 2022, met de Belgische Elise Mertens aan haar zijde, steeg zij in juli naar de tweede plek van de wereldranglijst in het dubbelspel. Daarna zakte zij geleidelijk, naar de 75e plaats in februari 2024. In oktober 2024 won zij weer eens een dubbelspeltitel, samen met de Tsjechische Kateřina Siniaková in Guangzhou – daarmee steeg zij weer naar plek 26. Begin 2025, met finaleplaatsen in Abu Dhabi (februari), Austin (maart) en Stuttgart (april), klom zij door naar plaats 10. Na drie maanden weer uit de top tien te zijn weggezakt, kon zij door een finaleplaats in Montréal terug omhoog naar de 8e plek.

### Tennis in teamverband
In de periode 2007–2021 maakte Zhang deel uit van het Chinese Fed Cup-team – zij behaalde daar een winst/verlies-balans van 13–9.

## Posities op deWTA-ranglijst
Positie per einde seizoen:
| jaar | rang enkelspel | rang dubbelspel |
| ---- | -------------- | --------------- |
| 2004 | 901            | –               |
| 2005 | 648            | 555             |
| 2006 | 200            | 257             |
| 2007 | 155            | 246             |
| 2008 | 212            | 140             |
| 2009 | 153            | 270             |
| 2010 | 91             | 158             |
| 2011 | 126            | 49              |
| 2012 | 122            | 34              |
| 2013 | 51             | 57              |
| 2014 | 62             | 63              |
| 2015 | 186            | 447             |
| 2016 | 24             | 238             |
| 2017 | 36             | 64              |
| 2018 | 35             | 33              |
| 2019 | 46             | 10              |
| 2020 | 35             | 27              |
| 2021 | 63             | 8               |
| 2022 | 24             | 25              |
| 2023 | 208            | 34              |
| 2024 | 219            | 27              |

## Palmares
| Legenda                 |
| ----------------------- |
| Grandslamtoernooi       |
| Olympische Spelen       |
| Year-End Championships  |
| Premier Mandatory       |
| Premier Five / WTA 1000 |
| Premier / WTA 500       |
| International / WTA 250 |
| Challenger / WTA 125    |

### WTA-finaleplaatsen enkelspel
| nr.              | finale     | toernooi       | ondergrond    | tegenstandster      | score         |         |
| ---------------- | ---------- | -------------- | ------------- | ------------------- | ------------- | ------- |
| gewonnen finales |            |                |               |                     |               |         |
| 1.               | 2013-09-21 | WTA Guangzhou  | hardcourt     | Vania King          | 7-6, 6-1      | details |
| 2.               | 2013-11-03 | WTA Nanjing    | hardcourt     | Ayumi Morita        | 6-4, opg.     | details |
| 3.               | 2017-09-23 | WTA Guangzhou  | hardcourt     | Aleksandra Krunić   | 6-2, 3-6, 6-2 | details |
| 4.               | 2017-11-26 | WTA Hawaï      | hardcourt     | Jang Su-jeong       | 0-6, 6-2, 6-3 | details |
| 5.               | 2022-03-06 | WTA Lyon       | hardcourt (i) | Dajana Jastremska   | 3-6, 6-3, 6-4 | details |
| verloren finales |            |                |               |                     |               |         |
| 1.               | 2013-09-27 | WTA Ningbo     | hardcourt     | Bojana Jovanovski   | 7-6, 4-6, 1-6 | details |
| 2.               | 2016-11-27 | WTA Hawaï      | hardcourt     | Catherine Bellis    | 4-6, 2-6      | details |
| 3.               | 2019-04-28 | WTA Anning     | gravel        | Zheng Saisai        | 4-6, 1-6      | details |
| 4.               | 2020-01-18 | WTA Hobart     | hardcourt     | Jelena Rybakina     | 6-7, 3-6      | details |
| 5.               | 2021-06-13 | WTA Nottingham | gras          | Johanna Konta       | 2-6, 1-6      | details |
| 6.               | 2021-12-12 | WTA Angers     | hardcourt (i) | Vitalia Djatsjenko  | 0-6, 4-6      | details |
| 7.               | 2022-06-19 | WTA Birmingham | gras          | Beatriz Haddad Maia | 4-5, opg.     | details |

### WTA-finaleplaatsen vrouwendubbelspel
| nr.              | finale     | toernooi              | ondergrond    | partner                 | tegenstandsters                              | score             |         |
| ---------------- | ---------- | --------------------- | ------------- | ----------------------- | -------------------------------------------- | ----------------- | ------- |
| gewonnen finales |            |                       |               |                         |                                              |                   |         |
| 01.              | 2011-10-16 | WTA Japan (Osaka)     | hardcourt     | Kimiko Date-Krumm       | Vania King Jaroslava Sjvedova                | 7-5, 3-6, [11-9]  | details |
| 02.              | 2012-05-05 | WTA Estoril           | gravel        | Chuang Chia-jung        | Jaroslava Sjvedova Galina Voskobojeva        | 4-6, 6-1, [11-9]  | details |
| 03.              | 2012-09-22 | WTA Guangzhou         | hardcourt     | Tamarine Tanasugarn     | Jarmila Gajdošová Monica Niculescu           | 2-6, 6-2, [10-8]  | details |
| 04.              | 2013-09-27 | WTA Ningbo            | hardcourt     | Chan Yung-jan           | Iryna Boerjatsjok Oksana Kalasjnikova        | 6-2, 6-1          | details |
| 05.              | 2014-02-02 | WTA Pattaya           | hardcourt     | Peng Shuai              | Alla Koedrjavtseva Anastasia Rodionova       | 3-6, 7-6, [10-6]  | details |
| 06.              | 2018-04-29 | WTA Istanbul          | gravel        | Liang Chen              | Xenia Knoll Anna Smith                       | 6-4, 6-4          | details |
| 07.              | 2018-09-16 | WTA Japan (Hiroshima) | hardcourt     | Eri Hozumi              | Miyu Kato Makoto Ninomiya                    | 6-2, 6-4          | details |
| 08.              | 2018-10-14 | WTA Hongkong          | hardcourt     | Samantha Stosur         | Shuko Aoyama Lidzija Marozava                | 6-4, 6-4          | details |
| 09.              | 2019-01-25 | Australian Open       | hardcourt     | Samantha Stosur         | Tímea Babos Kristina Mladenovic              | 6-3, 6-4          | details |
| 10.              | 2021-08-21 | WTA Cincinnati        | hardcourt     | Samantha Stosur         | Gabriela Dabrowski Luisa Stefani             | 7-5, 6-3          | details |
| 11.              | 2021-09-12 | US Open               | hardcourt     | Samantha Stosur         | Cori Gauff Caty McNally                      | 6-3, 3-6, 6-3     | details |
| 12.              | 2021-09-26 | WTA Ostrava           | hardcourt (i) | Sania Mirza             | Kaitlyn Christian Erin Routliffe             | 6-3, 6-2          | details |
| 13.              | 2022-06-12 | WTA Nottingham        | gras          | Beatriz Haddad Maia     | Caroline Dolehide Monica Niculescu           | 7-6, 6-3          | details |
| 14.              | 2022-12-11 | WTA Angers            | hardcourt (i) | Alycia Parks            | Miriam Kolodziejová Markéta Vondroušová      | 6-2, 6-2          | details |
| 15.              | 2023-02-12 | WTA Abu Dhabi         | hardcourt     | Luisa Stefani           | Shuko Aoyama Chan Hao-ching                  | 3-6, 6-2, [10-8]  | details |
| 16.              | 2024-10-27 | WTA Guangzhou         | hardcourt     | Kateřina Siniaková      | Katarzyna Piter Fanny Stollár                | 6-4, 6-1          | details |
| 17.              | 2025-07-26 | WTA Washington        | hardcourt     | Taylor Townsend         | Caroline Dolehide Sofia Kenin                | 6-1, 6-1          | details |
| verloren finales |            |                       |               |                         |                                              |                   |         |
| 01.              | 2012-02-26 | WTA Monterrey         | hardcourt     | Kimiko Date-Krumm       | Sara Errani Roberta Vinci                    | 2-6, 6-7          | details |
| 02.              | 2013-03-03 | WTA Kuala Lumpur      | hardcourt     | Janette Husárová        | Shuko Aoyama Chang Kai-chen                  | 7-6, 6-7, [12-14] | details |
| 03.              | 2013-10-13 | WTA Japan (Osaka)     | hardcourt     | Samantha Stosur         | Kristina Mladenovic Flavia Pennetta          | 4-6, 3-6          | details |
| 04.              | 2013-11-03 | WTA Nanjing           | hardcourt     | Jaroslava Sjvedova      | Misaki Doi Xu Yifan                          | 1-6, 4-6          | details |
| 05.              | 2014-01-11 | WTA Hobart            | hardcourt     | Lisa Raymond            | Monica Niculescu Klára Zakopalová            | 2-6, 7-6, [8-10]  | details |
| 06.              | 2017-06-25 | WTA Birmingham        | gras          | Chan Hao-ching          | Ashleigh Barty Casey Dellacqua               | 1-6, 6-2, [8-10]  | details |
| 07.              | 2017-11-05 | Elite Trophy          | hardcourt (i) | Lu Jingjing             | Duan Yingying Han Xinyun                     | 2-6, 1-6          | details |
| 08.              | 2019-03-31 | WTA Miami             | hardcourt     | Samantha Stosur         | Elise Mertens Aryna Sabalenka                | 6-7, 2-6          | details |
| 09.              | 2019-09-15 | WTA Nanchang          | hardcourt     | Peng Shuai              | Wang Xinyu Zhu Lin                           | 2-6, 6-7          | details |
| 10.              | 2020-01-18 | WTA Hobart            | hardcourt     | Peng Shuai              | Nadija Kitsjenok Sania Mirza                 | 4-6, 4-6          | details |
| 11.              | 2021-10-30 | WTA Courmayeur        | hardcourt (i) | Eri Hozumi              | Wang Xinyu Zheng Saisai                      | 4-6, 6-3, [5-10]  | details |
| 12.              | 2022-04-24 | WTA Stuttgart         | gravel (i)    | Cori Gauff              | Desirae Krawczyk Demi Schuurs                | 3-6, 4-6          | details |
| 13.              | 2022-06-19 | WTA Birmingham        | gras          | Elise Mertens           | Ljoedmyla Kitsjenok Jeļena Ostapenko         | forfait           | details |
| 14.              | 2022-07-10 | Wimbledon             | gras          | Elise Mertens           | Barbora Krejčíková Kateřina Siniaková        | 2-6, 4-6          | details |
| 15.              | 2024-06-23 | WTA Birmingham        | gras          | Miyu Kato               | Hsieh Su-wei Elise Mertens                   | 1-6, 3-6          | details |
| 16.              | 2024-07-14 | WTA Contrexéville     | gravel        | Wu Fang-hsien           | Oksana Kalasjnikova Iryna Sjymanovitsj       | 7-5, 3-6, [7-10]  | details |
| 17.              | 2024-09-06 | US Open               | hardcourt     | Kristina Mladenovic     | Ljoedmyla Kitsjenok Jeļena Ostapenko         | 4-6, 3-6          | details |
| 18.              | 2024-09-22 | WTA Seoel             | hardcourt     | Miyu Kato               | Nicole Melichar-Martinez Ljoedmila Samsonova | 1-6, 0-6          | details |
| 19.              | 2025-02-08 | WTA Abu Dhabi         | hardcourt     | Kristina Mladenovic     | Jeļena Ostapenko Ellen Perez                 | 2-6, 1-6          | details |
| 20.              | 2025-03-02 | WTA Austin            | hardcourt     | McCartney Kessler       | Anna Blinkova Yuan Yue                       | 6-3, 1-6, [4-10]  | details |
| 21.              | 2025-04-20 | WTA Stuttgart         | gravel (i)    | Jekaterina Aleksandrova | Gabriela Dabrowski Erin Routliffe            | 3-6, 3-6          | details |
| 22.              | 2025-08-06 | WTA Montréal          | hardcourt     | Taylor Townsend         | Cori Gauff McCartney Kessler                 | 4-6, 6-1, [11-13] | details |

### Gewonnen ITF-toernooien enkelspel
| nr. | finale     | toernooi        | dotatie   | tegenstandster in finale | score         |
| --- | ---------- | --------------- | --------- | ------------------------ | ------------- |
| 01. | 2006-02-19 | Shenzhen        | $ 10.000  | Ji Chunmei               | 6-1, 2-6, 6-1 |
| 02. | 2006-02-26 | Shenzhen        | $ 10.000  | Chen Yanchong            | 6-4, 6-2      |
| 03. | 2006-06-04 | Tianjin         | $ 25.000  | Xie Yanze                | 6-2, 3-6, 6-0 |
| 04. | 2006-08-27 | Nanjing         | $ 25.000  | Xie Yanze                | 6-3, 1-6, 6-4 |
| 05. | 2007-05-13 | Chengdu         | $ 25.000  | Ren Jing                 | 6-0, 6-7, 6-0 |
| 06. | 2007-05-13 | Chengdu         | $ 25.000  | Xu Yifan                 | 6-2, 6-3      |
| 07. | 2007-06-10 | Changsha        | $ 25.000  | Regina Koelikova         | 6-3, 6-4      |
| 08. | 2007-06-17 | Guangzhou       | $ 25.000  | Regina Koelikova         | 6-3, 6-3      |
| 09. | 2007-07-08 | Nagoya          | $ 25.000  | Regina Koelikova         | 6-3, 6-1      |
| 10. | 2009-03-08 | Lyon            | $ 10.000  | Claire Feuerstein        | 1-6, 6-1, 6-3 |
| 11. | 2009-05-24 | Nagano          | $ 25.000  | Nikola Hofmanova         | 5-7, 6-2, 6-3 |
| 12. | 2009-07-05 | Xiamen          | $ 25.000  | Duan Yingying            | 6-2, 6-1      |
| 13. | 2010-03-07 | Hammond         | $ 25.000  | Jamie Hampton            | 6-2, 6-1      |
| 14. | 2010-06-06 | Maribor         | $ 50.000  | Laura Pous Tió           | 6-3, 3-6, 6-3 |
| 15. | 2013-07-14 | Peking          | $ 75.000  | Zhou Yimiao              | 6-2, 6-1      |
| 16. | 2015-11-22 | Tokio           | $ 100.000 | Nao Hibino               | 6-4, 6-1      |
| 17. | 2016-02-28 | Rancho Santa Fe | $ 25.000  | Vania King               | 1-6, 7-5, 6-4 |
| 18. | 2016-11-13 | Tokio           | $ 100.000 | Dalma Gálfi              | 4-6, 7-6, 6-2 |
| 19. | 2017-07-23 | Astana          | $ 100.000 | Ysaline Bonaventure      | 6-3, 6-4      |
| 20. | 2017-11-12 | Tokio           | $ 100.000 | Mihaela Buzărnescu       | 6-4, 6-0      |
| 21. | 2019-11-17 | Tokio           | $ 100.000 | Jasmine Paolini          | 6-3, 7-5      |
|     |            |                 |           |                          |               |
| 22. | 2025-05-04 | Gifu            | $ 100.000 | Mananchaya Sawangkaew    | 6-3, 6-4      |
| 23. | 2025-07-20 | Nottingham      | $ 40.000  | Harmony Tan              | 6-4, 6-2      |

### Gewonnen ITF-toernooien dubbelspel
| nr. | finale     | toernooi   | dotatie  | partner           | tegenstandsters in finale             | score            |
| --- | ---------- | ---------- | -------- | ----------------- | ------------------------------------- | ---------------- |
| 1.  | 2006-07-23 | Chongging  | $ 25.000 | Ren Jing          | Ji Chunmei Sun Shengnan               | 6-4, 6-3         |
| 2.  | 2006-07-20 | Chengdu    | $ 25.000 | Ren Jing          | Xia Huan Xu Yifan                     | 6-4, 6-2         |
| 3.  | 2007-07-14 | Miyazaki   | $ 25.000 | Zhao Yijing       | Natsumi Hamamura Ayaka Maekawa        | 6-4, 6-4         |
| 4.  | 2009-03-21 | Tenerife   | $ 25.000 | Sun Shengnan      | Paula Fondevila Castro Laura Thorpe   | 6-1, 6-2         |
| 5.  | 2009-06-07 | Komoro     | $ 25.000 | Xu Yifan          | Ayumi Oka Varatchaya Wongteanchai     | 6-2, 6-1         |
| 6.  | 2010-08-06 | Peking     | $ 75.000 | Sun Shengnan      | Ji Chunmei Liu Wanting                | 4-6, 6-2, [10-5] |
| 7.  | 2011-06-04 | Nottingham | $ 75.000 | Kimiko Date-Krumm | Raquel Kops-Jones Abigail Spears      | 6-4, 7-6         |
| 8.  | 2011-11-06 | Grapevine  | $ 50.000 | Jamie Hampton     | Lindsay Lee-Waters Megan Moulton-Levy | 6-4, 6-0         |

## Resultaten grandslamtoernooien
| Legenda | Legenda                          |
| ------- | -------------------------------- |
| g.t.    | geen toernooi gehouden           |
| l.c.    | lagere categorie                 |
| –       | niet deelgenomen                 |
| G       | uitgeschakeld in de groepsfase   |
| 1R      | uitgeschakeld in de eerste ronde |
| 2R      | uitgeschakeld in de tweede ronde |
| 3R      | uitgeschakeld in de derde ronde  |
| 4R      | uitgeschakeld in de vierde ronde |
| KF      | uitgeschakeld in de kwartfinale  |
| HF      | uitgeschakeld in de halve finale |
| F       | de finale verloren               |
| W       | het toernooi gewonnen            |
| w-v     | winst/verlies-balans             |

### Enkelspel
| Australian Open | –  | –  | 1R | 1R | 1R | 1R | KF | 2R | 2R | 3R | 3R   | 1R | 3R | 4R | –  | 2R |
| Roland Garros   | –  | 1R | 1R | 1R | 1R | 1R | 2R | 3R | 2R | 2R | 4R   | 1R | 1R | 1R | –  | –  |
| Wimbledon       | –  | –  | 1R | –  | 1R | –  | 1R | 1R | 1R | KF | g.t. | 1R | 3R | 1R | 1R | 1R |
| US Open         | 1R | –  | 1R | –  | 1R | –  | 3R | 3R | 1R | 3R | 1R   | 2R | 4R | –  | 1R |    |

### Vrouwendubbelspel
| toernooi        | 2010 | 2011 | 2012 | 2013 | 2014 | 2015 | 2016 | 2017 | 2018 | 2019 | 2020 | 2021 | 2022 | 2023 | 2024 | 2025 |
| --------------- | ---- | ---- | ---- | ---- | ---- | ---- | ---- | ---- | ---- | ---- | ---- | ---- | ---- | ---- | ---- | ---- |
| Australian Open | –    | 2R   | 1R   | –    | 1R   | 1R   | –    | 2R   | –    | W    | 1R   | 1R   | 2R   | 2R   | –    | KF   |
| Roland Garros   | –    | 2R   | 3R   | 3R   | 1R   | –    | 1R   | 1R   | 1R   | KF   | 3R   | 2R   | 3R   | 2R   | 1R   | 1R   |
| Wimbledon       | 2R   | 3R   | 1R   | 2R   | 1R   | –    | 2R   | 1R   | 1R   | 2R   | g.t. | 1R   | F    | HF   | 2R   | 3R   |
| US Open         | –    | 2R   | KF   | 1R   | –    | –    | 2R   | KF   | HF   | 1R   | 1R   | W    | 3R   | –    | F    |      |

### Gemengd dubbelspel
| Australian Open | –  | –  | –  | –  | –  | 1R | –  | HF | 1R | –  | KF |
| Roland Garros   | –  | 2R | –  | –  | 2R | KF | –  | 1R | 2R | KF | HF |
| Wimbledon       | 1R | 1R | 2R | 2R | 2R | 3R | HF | 2R | –  | 1R | HF |
| US Open         | –  | –  | –  | –  | HF | 1R | 1R | HF | –  | 1R |    |